# Марин, Санна
Са́нна Ми́релла Ма́рин (фин. Sanna Mirella Marin; род. 16 ноября 1985, Хельсинки) — финский политический и государственный деятель. Председатель Социал-демократической партии (2020—2023), премьер-министр Финляндии (2019—2023), третья женщина на этом посту после Аннели Яаттеэнмяки и Мари Кивиниеми, депутат эдускунты (парламента) (2015—2023).

## Биография

### Семья. Ранние годы
Санна Марин родилась 16 ноября 1985 года в Хельсинки. Семья была бедной и неблагополучной, отец Марин сильно пил. Первые годы жизни Марин провела на съёмных квартирах в Весала, неблагополучном спальном районе Хельсинки. Отец и мать Санны Марин развелись, когда она была маленькой. После развода её биологическая мать состояла в отношениях с женщиной, и Марин выросла в однополой семье. В то время в Финляндии существовала практика умолчания в отношении однополых семей, и Марин открыто не рассказывала о своей семье.
Семья переехала в Тампере, где в 2004 году Марин окончила школу в общине Пирккала. Марин начала работать ещё в школьные годы: сначала в пекарне, затем кассиром в универмаге.
В 2012 году она окончила Университет Тампере со степенью бакалавра, изучала административное управление. В 2017 году получила степень магистра. Марин стала первой в своей семье, кто получил высшее образование.

### Политическая карьера
Марин начала свою политическую карьеру в возрасте 20 лет, присоединившись вскоре после окончания средней школы к молодёжной организации Социал-демократической партии Финляндии.
В 2006 году Марин вступила в Социал-демократическую партию Финляндии. С 2014 года — второй заместитель председателя Социал-демократической партии. 23 августа 2020 года на партийном съезде в Тампере единогласно избрана председателем Социал-демократической партии. Сменила на этом посту Антти Ринне.
В 2012 году избрана в городской совет Тампере. В 2013—2017 годах занимала должность председателя городского совета. В 2017 году переизбрана в городской совет. Марин также являлась членом Ассамблеи Совета региона Тампере.
На парламентских выборах 19 апреля 2015 года избрана в эдускунту от избирательного округа Пирканмаа. Переизбрана по результатам парламентских выборов 14 апреля 2019 года. На парламентских выборах 2 апреля 2023 года набрала 35 628 голосов и была переизбрана.
Марин получила портфель министра транспорта и связи в кабинете Ринне, сформированном 6 июня 2019 года. Летом 2019 года на 120-летии Социал-демократической партии заявила о своей поддержке идеи сокращения рабочей недели (или рабочего дня до 6 часов), что после избрания её премьер-министром было ошибочно истолковано некоторыми СМИ как политика нового правительства.
8 декабря 2019 года на внутрипартийном голосовании избрана премьер-министром, заменила Антти Ринне, подавшего в отставку 3 декабря в результате политического кризиса. Вторым кандидатом выдвигался Антти Линдтман, глава фракции в парламенте. Марин набрала 32 голоса, Линдтман получил 29 голосов. 10 декабря Эдускунта утвердила кандидатуру Санны Марин на пост премьера. 10 декабря 2019 года Марин назначена премьер-министром Финляндии. В кабинете Марин, сформированном из представителей 5 партий, оказалось 12 женщин и 7 мужчин. Она была самым молодым действующим премьер-министром в мире с 10 декабря 2019 года по 7 января 2020 года (в этот день федеральным канцлером Австрии стал 33-летний Себастьян Курц). После парламентских выборов 2023 года, 6 апреля подала в отставку. Отставка принята 20 июня, новым премьер-министром стал Петтери Орпо.
С 28 июня по 12 сентября 2023 года являлась членом парламентского Комитета по иностранным делам.
В связи с назначением стратегическим советником Института глобальных изменений Тони Блэра — некоммерческой организации, основанной бывшим премьер-министром Великобритании Тони Блэром, 7 сентября 2023 года объявила об уходе из политики. 12 сентября эдускунта одобрила заявление об отставке. На посту депутата её сменила Лотта Хамари.

## Личная жизнь
1 августа 2020 года Марин вступила в брак с Маркусом Ряйккёненом (фин. Markus Räikkönen). Пара состояла в отношениях примерно с 2004 года. 20 января 2018 года у них родилась дочь Эмма (Emma Amalia Marin), при этом, когда Марин была назначена премьер-министром, в декретном отпуске по уходу за ребёнком находился отец девочки. В мае 2023 года Марин заявила, что разводится с Ряйккёненом. По её словам, решение было обоюдным.
Санна Марин — вегетарианка.

## Критика
Назначение Марин премьер-министром подверглось критике со стороны министра внутренних дел Эстонии Марта Хельме, который заявил, что у него «волосы встают дыбом» от произошедшего в Финляндии. По его словам, «продавщица поднялась до премьер-министра, а … другие уличные активисты и необразованные люди также выбились в члены правительства». Санна Марин на своей странице в «Твиттере» ответила на слова Хельме, что она очень гордится Финляндией, поскольку «здесь ребёнок из бедной семьи может получить образование и многого достичь в своей жизни. Кассир магазина может стать премьер-министром. Без рабочего класса Финляндия не выживет. Я ценю работу каждого работника, специалиста и предпринимателя!». За оскорбительные слова, сказанные Хельме, публичные извинения Санне Марин принесла президент Эстонии Керсти Кальюлайд.

## Признание
В ноябре 2020 года Марин попала в список 100 Women BBC. В декабре 2020 года по версии Forbes Марин заняла 85-е место в списке 100 самых влиятельных женщин мира. В 2020 году Марин стала «Молодым глобальным лидером» Всемирного экономического форума. В 2021 году Марин появилась на обложке тематического выпуска журнала Time «Time100 Next», в котором представлены сотни самых влиятельных лидеров из различных отраслей и со всего мира.
В 2022 году награждена Большим крестом ордена Белой розы — высшей государственной наградой Финляндии.
В 2023 году получила почётную степень доктора гуманитарных наук Нью-Йоркского университета.
В 2024 году награждена Большом крестом ордена Полярной звезды Швеции.

## Карьера после поражения
В июле 2023 года Марин основала компанию MA/PI Oy, через которую выставляет счета за свои выступления. Бывшая специальная помощница Марин Туулия Питканен также является миноритарным акционером компании. Помимо выступлений Марин, сфера деятельности компании включает издательскую и консалтинговую деятельность. После выборов 2023 года Марин также была добавлена в список спикеров Агентства Гарри Уокера (Harry Walker Agency) в США. Офис направляет Марин в качестве спикера на мероприятия международных компаний и организаций.
По сообщениям прессы, в сентябре 2023 года Марин подписала контракт с управляющим агентством Range Media Partners на приобретение возможностей работы в сфере кино, телевидения, аудио и сотрудничества с брендами.
В сентябре 2023 года Марин начала работать стратегическим советником Института глобальных изменений Тони Блэра (TBI) — некоммерческой организации, созданной бывшим премьер-министром Великобритании Тони Блэром в 2016 году.
Перед президентскими выборами 2024 года ходили слухи о кандидатуре Марин в президенты, но в июне 2022 года она уже заявила, что не может быть кандидатом от СДП. Марин поддержала предвыборную кампанию Ютты Урпилайнен на выборах и приняла участие в открытии её предвыборной кампании в Хельсинки. Через свою компанию MA/PI Oy она поддержала предвыборную кампанию Урпилайнен, выделив 50 000 евро. 
Сообщается, что в январе 2024 года Марин приступит к работе в новой Международной оперативной группе по безопасности и евроатлантической интеграции Украины, основной целью которой является «разработка системного взгляда на более тесную интеграцию Украины в зону евроатлантической безопасности». Группу возглавляют её основатели Андрей Ермак, руководитель администрации президента Украины, и Андерс Фог Расмуссен. Помимо них, членами рабочей группы являются 15 бывших глав государств Европы и Северной Америки, дипломатов и офицеров (в том числе Борис Джонсон и Хиллари Клинтон).